# Arnold Vosloo
Arnold Vosloo (ur. 16 czerwca 1962 w Pretorii) – południowoafrykański aktor teatralny i filmowy, najlepiej znany z roli kapłana Imhotepa w dwóch filmach akcji – Mumia (The Mummy, 1999) i Mumia Powraca (The Mummy Returns, 2001). Od 1988 mieszka w Stanach Zjednoczonych oraz posiada obywatelstwo amerykańskie.

## Życiorys

### Wczesne lata
Vosloo urodził się w Pretorii w rodzinie afrykanerskiej o korzeniach niemieckich i holenderskich jako syn pary wędrownych aktorów Johanny Petronelli Vorster i Johannesa J. Daniela Vosloo. Dorastał wraz z siostrą Nadią w Despatch koło Port Elizabeth, gdzie jego ojciec prowadził kino samochodowe, i Alberton niedaleko Johannesburga, gdzie uczęszczał do szkoły podstawowej.
Po odbyciu zasadniczej służby wojskowej w południowoafrykańskich siłach obronnych, uczęszczał przez dwa lata do Performing Arts Council of the Transvaal.

### Kariera
Swoją karierę aktorską rozpoczął na scenach południowoafrykańskiego stanowego teatru w Pretorii. Został uhonorowany kilkoma prestiżowymi nagrodami Dalro za role teatralne w sztukach takich jak Don Juan (także otrzymał nagrodę Vita), Hamlet, Jutro to długi dzień (Môre is 'n Lang Dag), Trylogia Miłosna (Torch Song Trilogy) Harveya Fiersteina, Wieczór Trzech Króli oraz za występ w programie telewizyjnym Dziewczyna z Południowo-Zachodniej Afryki (Meisie van Suid-Wes). Nagrodę Dalro odebrał także za debiutancką kreację filmową brata w komedii wojennej Mały brat do brzegu (Boetie gaan border toe, 1984) oraz postać w Koła w lesie (Circles in a Forest, 1990) oraz zdobył nagrodę RSA i nominację do nagrody Dalro za rolę w filmowej adaptacji sztuki More Is ‘n Lang Dag, w której wcielił się ponownie w postać, którą odtwarzał wcześniej na scenie. Występował w teatrach na całym świecie, w tym w nowojorskim Circle In The Square Uptown's w przedstawieniu Salomé (1992) jako Jokanaan u boku Ala Pacino i Sheryl Lee, North Light Theatre w Chicago w spektaklu Urodzony w RPA (Born In The R.S.A.) oraz londyńskim West Endzie.
W 1988 otrzymał obywatelstwo amerykańskie. Jego pierwszym amerykańskim filmem pełnometrażowym był obraz sci-fi Stalowy świt (Steel Dawn, 1987) z Patrickiem Swayze; kolejne filmy, w których zagrał, to: fantasy Gor (1988) u boku Jacka Palance’a, ekranizacja powieści Edgara Allana Poe Pogrzebani żywcem (Buried Alive, 1990), dramat sensacyjno-przygodowy Ridleya Scotta 1492: Wyprawa do raju (1492: Conquest of Paradise, 1992), przygodowy Johna Woo Nieuchwytny cel (Hard Target, 1993) z Jeanem-Claude Van Damme, sci-fi Człowiek ciemności II: Durant powraca (Darkman II: The Return of Durant, 1994) i sequel Człowiek ciemności III: Walka ze śmiercią (Darkman III: Die Darkman Die, 1996) z Jeffem Faheyem i Liamem Neesonem jako tytułowy Darkman oraz komedia Agent Cody Banks (2003) z Hilary Duff.
Pojawił się na małym ekranie w teledramacie Pamiętnik Czerwonego Pantofelka 2 (Red Shoe Diaries 2: Double Dare, 1993) z Joan Severance oraz serialach – CBS Nash Bridges (1996), Czarodziejki (Charmed, 2000) i 24 godziny (24, 2005) jako przywódca terrorystów Habib Marwan.

### Życie prywatne
Vosloo jest przedstawicielem Afrykanerów, najliczniejszej grupy etnicznej wśród białych mieszkańców Afryki Południowej. Jego rodzimym językiem jest afrikaans, w którym dziś rozmawia już tylko z rodziną. W latach 1988–91 był żonaty z Nancy Mulford. W dniu 16 października 1998 roku poślubił Silvię Ahí, meksykańsko-amerykańską reżyserką marketingu. Jak przyznaje w wywiadach – marzy o tym, aby południowoafrykańska scena filmowa dorównała wreszcie amerykańskiej i mimo wieloletniego życia w Ameryce myślał wiele razy o powrocie do ojczyzny.

## Wybrana filmografia

### Filmy fabularne
- 1983: Funny People II – w roli samego siebie
- 1984: Mały brat do brzegu (Boetie gaan border toe) jako Boetie
- 1985: Morenga jako Schiller
- 1987: Stalowy świt (Steel Dawn) jako Makker
- 1988: Akt piractwa (Act of Piracy) jako Sean Stevens
- 1988: Gor jako Norman
- 1990: Koła w lesie (Circles in a Forest) jako Saul Barnard
- 1990: Pogrzebani żywcem (Buried Alive) jako Ken Wade
- 1992: 1492: Wyprawa do raju (1492: Conquest of Paradise) jako Hernando de Guevara
- 1993: Pamiętnik Czerwonego Pantofelka 2 (Red Shoe Diaries 2: Double Dare, TV) jako Bill
- 1993: Nieuchwytny cel (Hard Target) jako Pik van Cleaf
- 1994: Człowiek ciemności II: Durant powraca (Darkman II: The Return of Durant) jako Darkman/Dr Peyton Westlake
- 1996: Człowiek ciemności III: Walka ze śmiercią (Darkman III: Die Darkman Die) jako Darkman/Dr Peyton Westlake
- 1997: Zeus i Roksana (Zeus and Roxanne) jako Claude Carver
- 1999: Mumia (The Mummy) jako Imhotep
- 2001: Mumia powraca (The Mummy Returns) jako Imhotep
- 2002: Wojownicy (Warrior Angels) jako Luke
- 2003: Agent Cody Banks jako François Molay
- 2005: Pociąg do piekła (Lasko – Im Auftrag des Vatikans) jako Lennart
- 2006: Krwawy diament (Blood Diamond) jako Pułkownik Coetzee
- 2008: Odyseusz i Wyspa Mgieł (Odysseus and the Isle of the Mists) jako Odyseusz
- 2008: W krainie ognia i lodu (Fire and Ice: The Dragon Chronicles) jako król Augustin
- 2009: G.I. Joe: Czas Kobry (G.I. Joe: The Rise of Cobra) jako Zartan
- 2013: G.I. Joe: Odwet (G.I. Joe: Retaliation) jako Zartan

### Seriale TV
- 1996: Nash Bridges jako Alex Abe
- 2000: Czarodziejki (Charmed) jako Darklighter
- 2004: Agentka o stu twarzach (Alias) jako Pan Zisman
- 2005: 24 godziny (24) jako Habib Marwan, przywódca terrorystów
- 2009: Chuck jako Vincent
- 2009: Agenci NCIS jako Oficer Amit Hadar
- 2010: Świry (Psych) jako J.T. Waring
- 2011: Kości (Bones) jako Jacob Ripkin Broadsky
- 2011: Liga Młodych (Young Justice) jako Kobra
- 2013: Elementary jako Christos Theophilus „Narwhal”
- 2014: Stan kryzysowy (Crisis) jako Jakob Vries
- 2015: Grimm jako Jonathon Wilde
- 2016: Cape Town jako Robin van Rees
- 2017: Bosch jako Rudy Tafero